# Прилук (муніципальне утворення «Верхнєустькулойське»)
Прилук (рос. Прилук) — присілок в Вельському районі Архангельської області Російської Федерації.
Населення становить 5 осіб. Входить до складу муніципального утворення Верхнєустькулойське муніципальне утворення.

## Історія
Від 1937 року належить до Архангельської області.
Від 2004 року належить до муніципального утворення Верхнєустькулойське муніципальне утворення.

## Населення
| 2002 | 2010 | 2012 | 2014 |
| ---- | ---- | ---- | ---- |
| 0    | ↗2   | ↗5   | →5   |